# Мандираджа
Мандираджа (індонез. Mandiraja) — район у складі округу Банджарнегара провінції Центральна Ява, Індонезія. Мандіраджа розташована в 300 км на схід від Джакарти, площа території складає 52,61 км, а населення — 63 679 осіб.
Мандираджа є одним з найбільш економічно розвинених районів округу, промисловий і торговий центр. Важливою галуззю економіки є гірнича промисловість, а основними копалинами, які видобуваються — вапняки, польовий шпат, мармур, глина, андезит тощо.

## Зовнішня посилання
- BPS kabupaten Banjarnegara [Архівовано 6 грудня 2019 у Wayback Machine.]
- Website resmi kabupaten Banjarnegara
- Prodeskel binapemdes kemendagri [Архівовано 7 липня 2019 у Wayback Machine.]

| Індонезія | Це незавершена стаття з географії Індонезії. Ви можете допомогти проєкту, виправивши або дописавши її. |